# Tchalloungol Ndjamdi
Tchalloungol Ndjamdi est une localité du Cameroun située dans l'arrondissement de Petté, le département du Diamaré et la région de l’Extrême-Nord. Elle fait partie du canton de Petté rural.

## Population
Lors du recensement de 2005, on y a dénombré 328 personnes.